# Craspedosis niverupta
Craspedosis niverupta là một loài bướm đêm trong họ Geometridae.